# آئین تراید
آئین تراید یک شهرداری در الجزایر است که در استان سیدی بلعباس واقع شده‌است.